# Курдин, Геннадий Геннадьевич
Курдин Геннадий Геннадьевич (род. 9 февраля 1959, Арзамас, Горьковская область) — советский и российский хоккеист, тренер; мастер спорта СССР международного класса, заслуженный тренер России.

## Биография
Родился 9 февраля 1959 года в Арзамасе.
До 16 лет играл в родном городе в команде «Знамя». В 1976 году тренер хоккейной школы горьковского «Торпедо» Игорь Борисович Чистовский пригласил Курдина в команду. С 1977 года начал играть в основном составе «Торпедо», где провёл три сезона.
В 1980 году Курдин перебрался в Москву. В 1980—1982 годах выступал за ЦСКА, в 55 матчах набрал 16 (10+6) очков. Затем в течение пяти лет выступал за московский «Спартак». После конфликта с Борисом Майоровым и годичной дисквалификации оказался в «Металлурге» Череповец. Затем короткое время выступал за магнитогорский «Металлург» и нижнекамский «Нефтехимик», после чего поехал в Финляндию, где вместе с Александром Фаткуллиным играл за клуб СаПКо из города Савонлинна.
В 1998 году Курдин вернулся в Россию. Стал тренером, среди воспитанников — олимпийский чемпион Никита Гусев, а также Никита Кучеров и Игорь Ожиганов.
По случаю 60-летия Курдину вручена медали имени А. В. Тарасова за большой личный вклад в развитие детско-юношеского хоккея на территории Российской Федерации.
Курдин неоднократно дисквалифицировался за неспортивное поведение. На игре его команды «Витязь» 2002 г. р. нецензурно выругался на арбитра встречи и плюнул в него, в результате чего был дисквалифицирован на 15 матчей. Позже был дисквалифицирован за нарушение решения дисциплинарного комитета еще на 5 матчей.
Впоследствии Курдин стал тренером команды "Олимпиец" г. Балашиха. Спортивная школа Балашихи стала филиалом академии «Авангарда», где Курдин тренировал детей 2011 г.р. и являлся старшим тренером академии «Авангарда». Вскоре у Курдина возникло несколько конфликтов с руководством. В частности, поступили жалобы на избиение детей, и был уволен тренер 2010 г.р. Игорь Николаев.
Позже академия «Авангарда» перебазировалась в г. Долгопрудный. Там Курдин повёл себя неспортивно по отношению к арбитрам товарищеской игры юниоров 2005 г.р. и по итогам разбирательства был уволен из структуры «Авангарда».

## Достижения
- Чемпион мира среди молодёжных команд (1979, Швеция).
- В чемпионатах СССР: чемпион (1981, 1982); серебряный призёр (1984); бронзовый призёр (1986).